# Gianfranco Marrone
Giovanni Marrone, correntemente noto come Gianfranco Marrone (Palermo, 12 agosto 1959), è un semiologo e saggista italiano.

## Biografia
Gianfranco Marrone vive e lavora a Palermo. Dal 2006 è professore ordinario di Semiotica presso l'Università di Palermo, dove è coordinatore del Dottorato di ricerca in Semiotica. Dirige il Centro internazionale di scienze semiotiche di Urbino e la rivista “E/C” (www.ec-aiss.it). E' Presidente del Circolo semiologico siciliano. Ha insegnato Semiotica al DAMS di Bologna, Semiotica dell'alimentazione presso l'Università delle scienze gastronomiche di Pollenzo (Bra, Cn), Semiotica della marca e Semiotica alla IULM di Milano. Ha tenuto corsi anche in varie Università estere come Bogotà, Jyväskylä, Limoges, Madrid, Meknès, São Paulo.
Ha collaborato e collabora con vari quotidiani e riviste, tra cui il Giornale di Sicilia, L'Ora, Il Mediterraneo, La Stampa, la Repubblica, Il Mattino, doppiozero e altre testate. Tiene una rubrica nel magazine "Il Gattopardo". La sua attività di ricerca si svolge soprattutto nel campo della semiotica del testo e della sociosemiotica, collaborando con diverse équipe di ricerca in Italia, Francia, Spagna, Messico, Brasile, Marocco. I suoi interessi principali sono legati a tematiche come la spazialità urbana, l'alimentazione, l'estetica sensoriale, il corpo, i media, la pubblicità, i brand.
Ha diretto il Master in Cultura e comunicazione del gusto e il dottorato di ricerca in Design e Comunicazione visiva presso l'Università di Palermo; è stato membro del Consiglio scientifico del dottorato in Semiotica presso la Università di Bologna. Dal 2003 al 2007 ha presieduto l'Associazione italiana di studi semiotici (AISS). Dal 2009 al 2013 è stato presidente del centro studi Quarto Piano. Dal 2008 al 2015 è stato delegato del Rettore dell'Università di Palermo per la Comunicazione Istituzionale d'Ateneo, con il progetto UniverCittà.

## L'attività di ricerca e pubblicazione
Gianfranco Marrone è coinvolto a vario titolo in importanti riviste di semiotica pubblicate in Italia: fa parte del Comitato direttivo della rivista Versus, storica pubblicazione nata nel 1971 sotto la direzione di Umberto Eco, e dal 2003 è direttore responsabile di E/C, rivista on-line dell'Associazione italiana di studi semiotici (AISS). Fa parte del Comitato scientifico di Lexia. Leggere la comunicazione, rivista del Centro interdisciplinare di Ricerche sulla Comunicazione (CIRCE) dell'Università di Torino, e di altre riviste ("Carte semiotiche", "Lid'O" etc.).
Con Paolo Fabbri ha diretto la collana editoriale Segnature della casa editrice Meltemi, la quale nel 2007 ha ricevuto il Premio speciale della giuria al "Premio della Comunicazione" di Castiglioncello «per l'importante opera di diffusione della cultura comunicativa, e semiotica in particolare, attraverso la pubblicazione di 39 volumi in sette anni (dal 2000 al 2007)» che hanno dato ampio spazio alle indagini sulla cultura giovanile. Dirige adesso la collezione "Insegne" presso Mimesis di Milano, la "Biblioteca di Semiotica" presso Meltemi (con Isabella Pezzini) e i Nuovi Quaderni del Circolo semiologico siciliano. 
Dal 2020 è direttore del Cento Internazionale di Scienze Semiotiche "Umberto Eco" di Urbino.

## L'approccio teorico
La semiotica del testo nasce nel corso del Novecento intrecciando tematiche diverse, districando numerosi percorsi di ricerca. In generale, essa interessa in modo più o meno diretto pressoché l'intero ambito delle scienze dell'uomo, le quali hanno costruito la loro ragion d'essere sulla base di alcuni concetti di fondo che la semiotica testuale, rilanciandoli, ha fatto propri. Fra questi: l'importanza della dimensione linguistica e comunicativa nella sfera sociale; il precetto strutturalista della primarietà delle relazioni sui termini, correlato all'idea per cui ogni entità ha valore solo se messa in rapporto con le altre entità del medesimo sistema; il principio della pertinenza, per cui i rapporti fra gli elementi possono essere molteplici e variare a seconda del punto di vista dal quale li si osserva; l'ipotesi di uno strato profondo a ogni manifestazione empirica dei fenomeni socio-culturali che ne spieghi le logiche soggiacenti, le regole di combinazione, i modi di combinare pochi termini invarianti e molti variabili. Se le scienze umane possono vantare un proprio rigore epistemologico, non più succube di quello delle loro consorelle che studiano il mondo fisico e naturale, è perché non vanno alla ricerca di logiche matematiche o principi provenienti dalla fisica, ma del modo in cui il senso umano e sociale si produce, s'articola, si manifesta, si trasforma. Ossia dei testi della cultura.

## Opere
Marrone ha scritto vari libri come autore e introduzioni a opere altrui come curatore. Ha tradotto in italiano varie opere di Roland Barthes e Algirdas J. Greimas. Alle pubblicazioni di settore affianca anche un'attività divulgativa come giornalista pubblicista.
- Sei autori in cerca del personaggio. Un problema di semiotica narrativa, Torino, Centro scientifico torinese, 1986. ISBN 88-7640-053-2.
- L'ossessione degli stereotipi. Studio su Roland Barthes, Siracusa, Ediprint, 1987.
- Cinque interventi tra estetica e semiotica, Palermo, Guida, 1990.
- Stupidità e scrittura, Palermo, Flaccovio, 1990. ISBN 88-7804-051-7.
- Il sistema di Barthes, Milano, Bompiani, 1994. ISBN 88-452-2193-8; 2003. ISBN 88-452-5417-8.
- Il dicibile e l'indicibile. Verso un'estetica semio-linguistica, Palermo, L'epos, 1995. ISBN 88-8302-049-9.
- Sensi e discorso. L'estetica nella semiotica, a cura di, Bologna, Progetto Leonardo, 1995.
- Estetica del telegiornale. Identità di testata e stili comunicativi, Roma, Meltemi, 1998. ISBN 88-86479-46-8.
- C'era una volta il telefonino. Un'indagine socio-semiotica, Roma, Meltemi, 1999. ISBN 88-8353-004-7; 2004. ISBN 88-8353-376-3.
- Le corps de la nouvelle, Limoges, Pulim 2000. ISBN 88-8353-376-3
- Corpi sociali. Processi comunicativi e semiotica del testo, Torino, Einaudi, 2001. ISBN 88-06-15422-2.
- Montalbano. Affermazioni e trasformazioni di un eroe mediatico, Roma, RAI-ERI, 2003. ISBN 88-397-1073-6.
- La cura Ludovico. Sofferenze e beatitudini di un corpo sociale, Torino, Einaudi, 2005. ISBN 88-06-16753-7.
- Il discorso di marca. Modelli semiotici per il branding, Roma-Bari, Laterza, 2007. ISBN 978-88-420-8462-4.
- L'invenzione del testo. Una nuova critica della cultura, Roma-Bari, Laterza, 2010. ISBN 978-88-420-9250-6.
- Addio alla Natura, Torino, Einaudi, 2011. ISBN 978-88-06-20319-1.
- Introduzione alla semiotica del testo, Roma Laterza, 2011. ISBN 978-88-420-9721-1.
- Stupidità, Milano, Bompiani, 2012. ISBN 978-88-452-7214-1.
- Figure di città, Mimesis (2013)
- Gastromania, Bompiani (2014)
- The Invention of the Text, Mimesis international (2014)
- Dilettante per professione, Torri del vento (2015)
- Semiotica del gusto, Mimesis (2016)
- Principes de la sémiotique du texte, Mimesis international  (2016)
- Roland Barthes: parole chiave, Carocci (2016)
- Semiotique et critique de la culture, Pulim (2017)
- Prima lezione di semiotica, Laterza (2018)
- Storia di Montalbano, Museo Pasqualino (2018)
- Dopo la cena, allo stesso modo, Torri del vento (2019)
- La fatica di essere pigri, Raffaello Cortina (2020).
- Introduction to the Semiotics of the Text, De Gruyter (2021).
- Gustoso e saporito. Introduzione al discorso gastronomico, Bompiani (2022).

### Curatele
- Semiotica in nuce, I, I fondamenti e l'epistemologia strutturale, con Paolo Fabbri, Roma, Meltemi, 2000. ISBN 88-8353-027-6.
- Semiotica in nuce, II, Teoria del discorso, con Paolo Fabbri, Roma, Meltemi, 2001. ISBN 88-8353-065-9.
- La società degli oggetti. Problemi di interoggettività, a cura di e con Eric Landowski, Roma, Meltemi, 2002. ISBN 88-8353-136-1.
- Sensi alterati. Droghe, musica, immagini, Roma, Meltemi, 2005. ISBN 88-8353-420-4.
- Roland Barthes, Il senso della moda. Forme e significati dell'abbigliamento, Torino, Einaudi 2006. ISBN 88-06-18177-7.
- Jean-Marie Floch, Bricolage. Lettere ai semiologi della terra ferma, Roma, Meltemi 2006. ISBN 88-8353-461-1.
- Senso e metropoli. Per una semiotica posturbana, a cura di e con Isabella Pezzini, Roma, Meltemi 2006. ISBN 88-8353-534-0.
- Mutazioni sonore. Sociosemiotica delle pratiche musicali, a cura di e con Patrizia Calefato e Romana Rutelli, monografico di "E/C", n. 1, 2007.
- Narrazione ed esperienza. Intorno a una semiotica della vita quotidiana, a cura di e con Nicola Dusi e Giorgio Lo Feudo, Roma, Meltemi 2007. ISBN 978-88-8353-601-4.
- Destini del sacro. Discorso religioso e semiotica della cultura, a cura di e con Nicola Dusi, Roma, Meltemi, 2008. ISBN 978-88-8353-676-2.
- Linguaggi della città. Senso e metropoli II: modelli e proposte d'analisi, a cura di e con Isabella Pezzini, Roma, Meltemi, 2008. ISBN 978-88-8353-637-3.
- Marketing e narrazione, 2 voll., in "Fictions", voll. VII-VIII, Pisa-Roma, Serra, 2009.
- Palermo. Ipotesi di semiotica urbana, a cura di, Roma, Carocci 2010. ISBN 978-88-430-5532-6.
- La cucina del senso. Gusto, significazione, testualità, a cura di e con Alice Giannitrapani, Milano-Udine, Mimesis 2012. ISBN 978-88-575-0817-7.
- Semiotica della natura. (Natura della semiotica), a cura di, Milano-Udine, Mimesis, 2012. ISBN 978-88-575-1113-9.